# Leuenbergeria guamacho
Leuenbergeria guamacho ist eine Pflanzenart in der Gattung Leuenbergeria aus der Familie der Kakteengewächse (Cactaceae). Das Artepitheton guamacho verweist auf einen in Kolumbien und Venezuela gebräuchlichen Namen für die Art. Spanische Trivialnamen sind „Guamacho“, „Siichí“, „Supí“, „Suspire“ und „Suspiro“.

## Beschreibung
Leuenbergeria guamacho wächst baumförmig bis strauchig und erreicht Wuchshöhen von 4 bis 8 Meter. Es wird ein kurzer, meist 1 bis 2 Meter hoher und bis zu 25 Zentimeter dicker, bräunlich grauer, glatter Stamm ausgebildet. Die lang gestielten Laubblätter sind unterschiedlich geformt und groß. Die schmal verkehrt eiförmige bis elliptische Blattspreite ist 2 bis 9 Zentimeter lang und 1 bis 6 Zentimeter breit. Der Blattstiel ist 1 bis 5 Millimeter lang. Die fast handförmige bis fiederförmige Nervatur der Blattspreite weist drei bis vier Seitenverzweigungen auf. Die Areolen haben an älteren Zweigen oft die Form knopfartiger Kurztriebe. An den Zweigen sind je Areole bis zu zwei, horizontal abstehende, 5 bis 20 Millimeter lange Dornen vorhanden. Am Stamm werden 50 bis 60 Dornen je Areole ausgebildet, die 3 bis 5 Zentimeter lang sind.
Die Blüten erscheinen seitlich vor den Blättern an den Zweigen. Sie stehen einzeln oder bilden Blütenstände von zwei bis drei Blüten. Die sitzenden, gelben Blüten erreichen einen Durchmesser von 2 bis 5 Zentimeter. Die kugelförmigen bis verkehrt eiförmigen, fleischigen, grünen Früchte weisen Durchmesser von 15 bis 20 Millimeter auf. Die Früchte sind essbar.

## Verbreitung, Systematik und Gefährdung
Leuenbergeria guamacho ist in Kolumbien, Venezuela und auf Bonaire in trockenen Gebieten von Meereshöhe bis in Höhenlagen von 1000 Metern und selten bis 1800 Metern verbreitet.
Die Erstbeschreibung als Pereskia guamacho erfolgte durch Frédéric Albert Constantin Weber. Joël Lodé stellte die Art 2012 in die Gattung Leuenbergeria. Ein weiteres nomenklatorisches Synonym ist Rhodocactus guamacho (F.A.C.Weber) F.M.Knuth (1936).
In der Roten Liste gefährdeter Arten der IUCN wird die Art als „Least Concern (LC)“, d. h. als nicht gefährdet geführt.

## Nachweise

## Weiterführende Literatur
- Erika J. Edwards, Miriam Diaz: Ecological physiology of Pereskia guamacho, a cactus with leaves. In: Plant, Cell and Environment. Band 29, 2006, S. 247–256 (doi:10.1111/j.1365-3040.2005.01417.x).